# Hemithyrsocera dumoganensis
Hemithyrsocera dumoganensis är en kackerlacksart som först beskrevs av Roth, L. M. 1991.  Hemithyrsocera dumoganensis ingår i släktet Hemithyrsocera och familjen småkackerlackor. Inga underarter finns listade i Catalogue of Life.